# Konstantín Símonov
Konstantín Símonov (Konstantín (Kiril) Mijáilovich Símonov - en ruso: Константи́н (Кири́лл) Миха́йлович Си́монов: Petrogrado, 28 de noviembre de 1915 - Moscú, 28 de agosto de 1979) fue un escritor ruso-soviético.
Fue un reconocido poeta dedicado al género bélico. Su poema más popular se titula Espérame (Жди меня), y trata de un soldado que durante la Gran Guerra Patria le pide a su amada que aguarde su regreso. El poema fue dedicado a su futura esposa, la actriz ucraniana Valentina Serova.
Símonov fue inmensamente popular en su época, y continúa siendo uno de los poemas más reconocidos de la lengua rusa. Símonov le dedicó varios poemas a Valentina, que serían incluidos en la colección Contigo y sin ti. 

## Biografía

### Primeros años

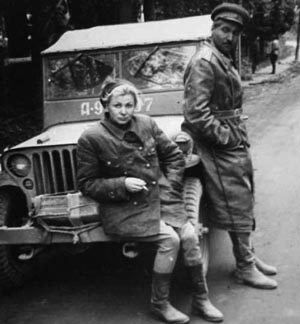
Valentina Serova y Konstantín Símonov en el frente, 1944

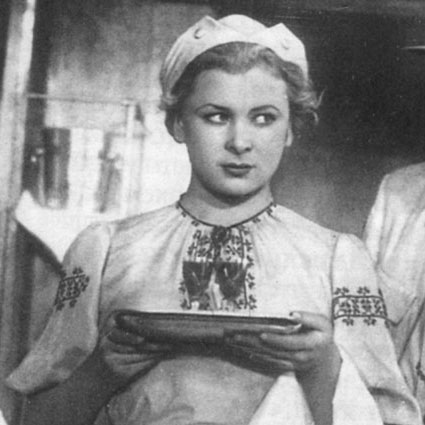
Valentina Serova en un fotograma de la película de 1939 «Девушка с характером» (Una muchacha con carácter), de Konstantín Yudin.

Símonov nació en Petrogrado. Su madre era la princesa Obolénskaya, perteneciente a una familia ruríkida. Su padre, un oficial del ejército del zar, abandonó Rusia después de la revolución de 1917. Falleció en Polonia después de 1921. Su esposa Aleksandra permaneció en Rusia con Konstantín, y a principios de la década de 1920 contrajo matrimonio con Aleksandr Ivaníschev, un oficial del Ejército Rojo y veterano de la Primera Guerra Mundial. Konstantín pasó varios años de niño en Riazán mientras su padrastro trabajaba de instructor en la escuela militar de la ciudad. Más tarde se mudaron a Sarátov, donde el niño pasaría el resto de su infancia. Después de terminar su educación básica de siete años de duración, en 1930, ingresó en la escuela de oficios para aprender el trabajo de tornero. 
En 1931, su familia se mudó a Moscú y Símonov, después de completar el curso de ingeniería de precisión en la escuela de oficios, comenzó a trabajar en una fábrica, donde permaneció hasta 1935. Durante esos mismos años comenzó a escribir poesía. 
El primer ensayo se publicó en 1934.
En 1936, fueron publicados sus primeros poemas en las revistas literarias Molodaya gvardiya y Octubre. 
En 1938, después de haber completado un curso en el Instituto de Literatura Maksim Gorki, Símonov ingresó en un curso de posgrado en el Instituto de Historia, Filosofía y Literatura de Moscú (IFLI), pero fue enviado como corresponsal de guerra a la campaña de Jaljin Gol en Mongolia y no regresó al instituto hasta el año siguiente.

### Corresponsal de guerra
En 1940, escribió su primera obra de teatro, La historia de un amor, llevada al escenario en el Teatro del Komsomol Leninista de Leningrado; en 1941 escribió la segunda, Un muchacho de nuestra ciudad. Pasó un año en el curso para corresponsales de guerra de la academia político-militar, y obtuvo el rango de servicio de oficial de intendencia de segundo grado. 
El 22 de junio de 1941, primer día de la guerra, se convirtió en corresponsal de guerra. Desde el 20 de julio de 1941, trabajó como corresponsal de guerra para el periódico Krásnaya zvezdá.
En 1942, se unió al Partido Comunista de la Unión Soviética.
En 1942, fue ascendido a comisario de batallas principal, en 1943 a teniente coronel, y después de la guerra a coronel. La mayor parte de sus reportes de guerra fueron publicados en el periódico para el que trabajaba. Durante estos años, escribió las obras de teatro Gentes rusas, Espérame, Así será, el relato corto Días y noches y dos libros de poemas: Contigo y sin ti y Guerra. Como corresponsal de guerra, estuvo un tiempo en cada uno de los frentes; sirvió en Rumania, Bulgaria, Yugoslavia, Polonia y Alemania y presenció la Batalla de Berlín. Sus reportes completos fueron publicados después de la guerra, con los títulos Cartas desde Chechoslovaquia, Amistad eslava, Cuaderno yugoslavo y Desde el mar Negro y el mar de Barents. Notas de un corresponsal de guerra.

### Obras de posguerra
Después de la guerra, sirvió durante tres años en numerosas misiones en el extranjero: vivió en Japón, en los Estados Unidos y en China. Entre 1958 y 1960, vivió en Tashkent como el corresponsal de Pravda en las repúblicas de Asia Central. Su primera novela, Camaradas armados, apareció en 1952, y su novela más larga, Los vivos y los muertos, en 1959. En 1961, su obra El cuarto fue representada en el teatro Sovreménnik (Contemporáneo). Entre 1963 y 1964, escribió la novela No se nace soldado. Entre 1970 y 1971, escribió una continuación, a la que tituló El último verano. 
En los años de posguerra, la carrera pública de Símonov puede ser dividida en tres partes: desde 1946 hasta 1950 y desde 1954 hasta 1958 fue editor en jefe de la revista literaria Novy Mir; desde 1950 hasta 1953, fue editor en jefe de la Literatúrnaya Gazeta; y desde 1946 hasta 1959 y entre 1967 y 1979 fue secretario de la Unión de Escritores Soviéticos.
K. Símonov falleció en 1979 en Moscú.

## Obras

### En antologías
- 1965: Poesía soviética rusa (traducción Nicanor Parra)

## Premios y honores
- Héroe del trabajo socialista[2] (1974)[1][3]
- Orden de Lenin, tres veces[1][2]  (27-11-1965; 02-07-1971; 27-09-1974)
- Orden de la Bandera Roja[2] (03-05-1942)
- Orden de la Guerra Patria, dos veces[2] (30-05-1945; 23.-09-1945)
- Orden de la Insignia de Honor[2] (31-01-1939)
- Medalla de la victoria sobre Alemania en la Gran Guerra Patriótica 1941-1945 (1945)
- Medalla Conmemorativa del 20.º Aniversario de la Victoria en la Gran Guerra Patria de 1941-1945 (1965)
- Medalla Conmemorativa del 30.º Aniversario de la Victoria en la Gran Guerra Patria de 1941-1945 (1975)
- Medalla Conmemorativa por el Centenario del Natalicio de Lenin (1970)
- Medalla por la Defensa de Moscú (1944)
- Medalla por la Defensa de Odesa (1942)
- Medalla por la Defensa de Stalingrado (1942)
- Medalla por la Defensa del Cáucaso (1944)
- Premio Lenin[2] (1974)
- Premio estatal de la URSS (1942, 1943, 1946, 1947, 1949, 1950)[2][3]
- Orden del León Blanco (Checoslovaquia)
- Cruz de la Guerra de Checoslovaquia (1939 - 1945) (Checoslovaquia)
- Orden de Sukhbaatar (Mongolia)
- Premio estatal de los hermanos Vasilyev de la RSFSR (1966)

## Adaptaciones cinematográficas
Se han producido numerosas películas en la Unión Soviética basadas en obras de Konstantín Símonov: 
- Muchacho de nuestra ciudad (1942), dirigida por Aleksandr Stólper
- Espérame (1943), dirigida por Aleksandr Stólper
- En el nombre de la patria (1943), dirigida por Vsévolod Pudovkin y Dmitri Vasíliev
- Días y noches (1945), dirigida por Aleksandr Stólper
- La cuestión rusa (1947), dirigida por Mijaíl Romm
- La guarnición inmortal (1956), dirigida por Eduard Tissé
- Normandie-Niemen (1960), producción conjunta de la Unión Soviética y Francia, junto con Charles Spaak y Elsa Triolet (sobre Normandie-Niemen)
- Los vivos y los muertos (1964), dirigida por Aleksandr Stólper, protagonizada por Kiril Lavrov, Anatoli Papánov, Oleg Yefrémov
- Retribución (1967), dirigida por Aleksandr Stólper
- Granada, Granada, Granada mía ... (1967), documental, codirigido con Román Karmén
- El caso de Polynin (1970), dirigida por Alekséi Sájarov
- El cuarto (1972), dirigida por Aleksandr Stólper
- Veinte días sin guerra (1976), dirigida por Alekséi Guerman, protagonizada por Yuri Nikulin y Liudmila Gúrchenko, guion y voz del narrador de Konstantín Símonov
- De las notas de Lopajin (1977)